# Dendronephthya binongkoensis
Dendronephthya binongkoensis is een zachte koraalsoort uit de familie Nephtheidae. De koraalsoort komt uit het geslacht Dendronephthya. Dendronephthya binongkoensis werd in 1966 voor het eerst wetenschappelijk beschreven door Verseveldt. 